# Nobuhiro Katō
Nobuhiro Katō (加藤 順大 Katō Nobuhiro?, nacido el 11 de diciembre de 1984 en Saitama) es un futbolista japonés que se desempeña como guardameta.

## Trayectoria

### Clubes
| Club         | País  | Año         |
| ------------ | ----- | ----------- |
| Urawa Reds   | Japón | 2003 - 2014 |
| Omiya Ardija | Japón | 2015 -      |

## Estadística de carrera

### J. League
| Club         | Año   | J. League | J. League | Copa J. League | Copa J. League | Total | Total |
| Club         | Año   | Part.     | Goles     | Part.          | Goles          | Part. | Goles |
| ------------ | ----- | --------- | --------- | -------------- | -------------- | ----- | ----- |
| Urawa Reds   | 2003  | 0         | 0         | 0              | 0              | 0     | 0     |
| Urawa Reds   | 2004  | 0         | 0         | 0              | 0              | 0     | 0     |
| Urawa Reds   | 2005  | 0         | 0         | 0              | 0              | 0     | 0     |
| Urawa Reds   | 2006  | 0         | 0         | 1              | 0              | 1     | 0     |
| Urawa Reds   | 2007  | 0         | 0         | 0              | 0              | 0     | 0     |
| Urawa Reds   | 2008  | 0         | 0         | 1              | 0              | 1     | 0     |
| Urawa Reds   | 2009  | 0         | 0         | 0              | 0              | 0     | 0     |
| Urawa Reds   | 2010  | 0         | 0         | 6              | 0              | 6     | 0     |
| Urawa Reds   | 2011  | 26        | 0         | 5              | 0              | 31    | 0     |
| Urawa Reds   | 2012  | 34        | 0         | 3              | 0              | 37    | 0     |
| Urawa Reds   | 2013  | 25        | 0         | 2              | 0              | 27    | 0     |
| Urawa Reds   | 2014  | 0         | 0         | 6              | 0              | 6     | 0     |
| Omiya Ardija | 2015  | 37        | 0         | -              | -              | 37    | 0     |
| Omiya Ardija | 2016  | 19        | 0         | 2              | 0              | 21    | 0     |
| Omiya Ardija | 2017  | 21        | 0         | 3              | 0              | 24    | 0     |
| Total        | Total | 162       | 0         | 29             | 0              | 191   | 0     |